# دانشگاه ایالت پارانا
دانشگاه ایالت پارانا (پرتغالی: Universidade Estadual do Paraná , Unespar) یک مؤسسه آموزش عالی است که توسط دولت ایالت پارانا اداره می‌شود و دفتر مرکزی آن در شهر پاراناوایی است و دارای پردیس‌هایی در شهرهای کوریتیبا، آپوکارانا، کامپو مورائو، پاراناگوا، پاراناوای، سائو خوزه دوس پینهایس است. کالج هنرهای پارانا (پرتغالی: Faculdade de Artes do Paraná - FAP), یکی از معدود مؤسسات آموزش عالی در برزیل است که دوره‌هایی را در رشته‌های مختلف هنری ارائه می‌دهد.